# Martfű
Martfű [martfý] je město v Maďarsku, nacházející se na jihu župy Jász-Nagykun-Szolnok, spadající pod okres Szolnok. Nachází se asi 11 km jihovýchodně od Szolnoku. V roce 2017 zde žilo 6 169 obyvatel. Dle údajů z roku 2001 zde žilo 99 % obyvatel maďarské (6 992 obyvatel) a zanedbatelná četnost jiných národností, nejvíce německé (18 obyvatel) a slovenské (8 obyvatel). Malé skupiny zde tvořili i Rumuni (6 obyvatel), Ukrajinci (5 obyvatel), Řekové, Chorvati, Poláci, Rusíni, Srbové a Bulhaři.
Město leží na řece Tise. Nejbližšími městy jsou Mezőtúr, Rákoczifalva, Tiszaföldvár a Törökszentmiklós. Poblíže jsou též obce Kengyel, Mezőhék, Rákocziújfalu a Vezseny.